# Tempo (Fechten)
Unter Tempo oder Fechttempo versteht man im Fechtsport die Zeitdauer einer einfachen Aktion. Alternativ kann mit diesem Begriff auch allgemein die Zeit als grundlegendes Element des Fechtens neben Mensur (Abstand) und Geschwindigkeit bezeichnet werden. In diesem Sinne verstanden verbraucht jede einfache Aktion eine Einheit des Fechttempos. Ein gerader Stoß oder ein Schritt vorwärts benötigt beispielsweise ein Tempo (bzw. eine Einheit des Fechttempos), eine Stoßfinte mit anschließender Umgehung oder eine Parade mit anschließender Riposte zwei Tempi. Ein Schritt vorwärts mit gleichzeitigem Strecken des Armes benötigt dagegen nur ein Tempo, da Bein- und Armbewegung gleichzeitig erfolgen.
Wird während der Aktion des Gegners ein Gegenangriff ausgeführt, wird dieser als Tempoaktion oder Angriff ins Tempo bezeichnet. Die Fähigkeit eines Fechters, das Tempo des Gegners abzuschätzen sowie den passenden Zeitpunkt für eigene Aktionen zu finden, nennt man Tempogefühl.